# Hymeneliaceae
Hymeneliaceae es una familia de hongos liquenizados en el orden de los Baeomycetales. Contiene tres géneros y alrededor de 40 especies. Esta familia fue circunscrita por el liquenólogo alemán Gustav Wilhelm Körber en 1855.

## Galería

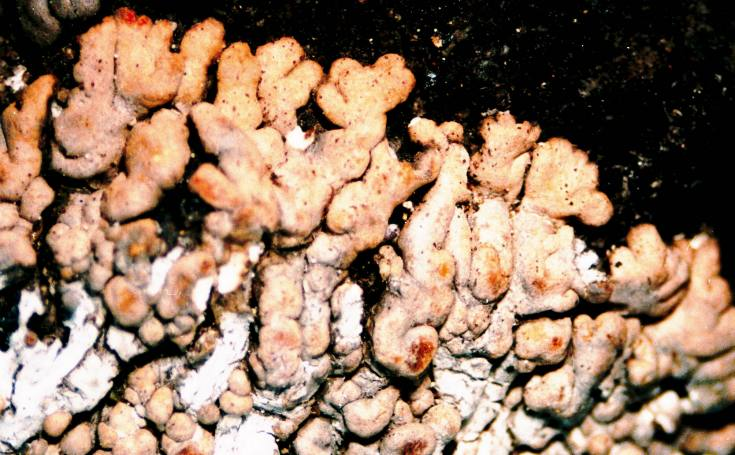
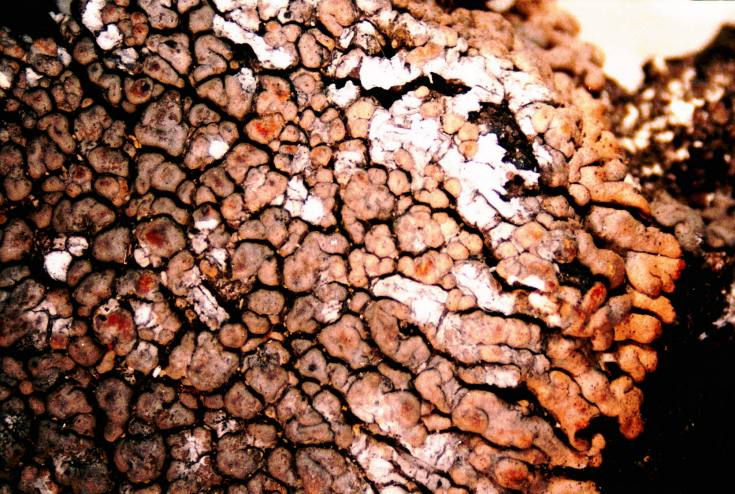
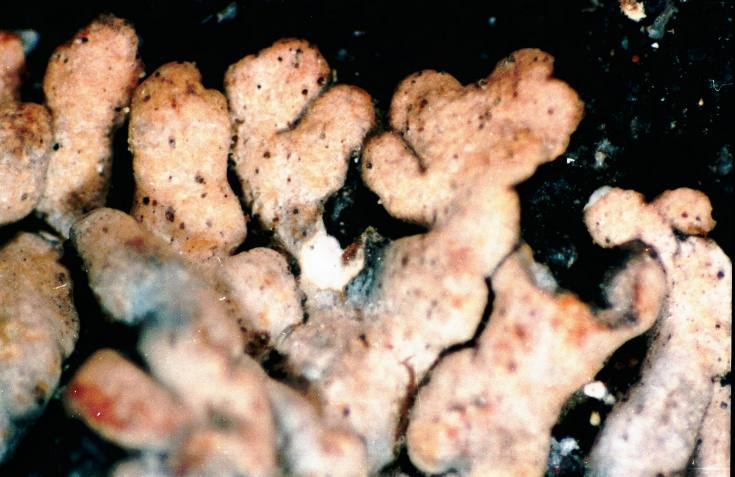
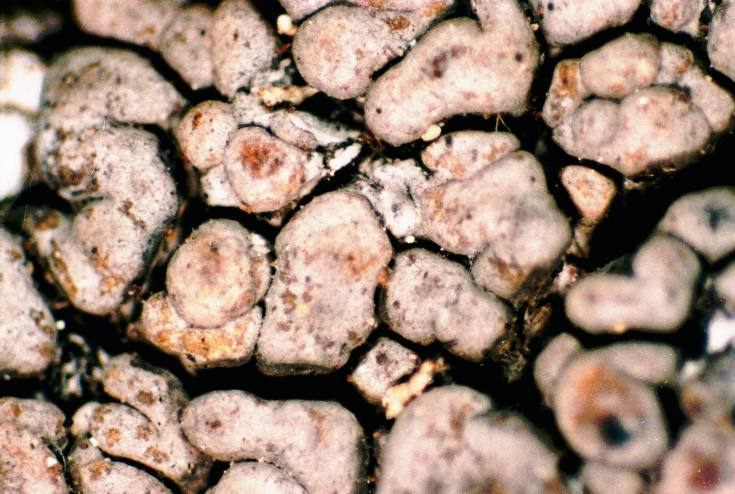
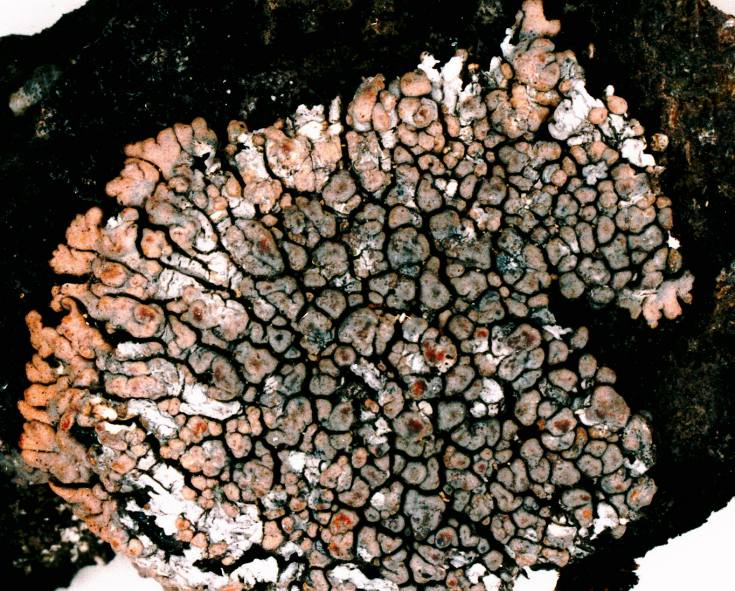
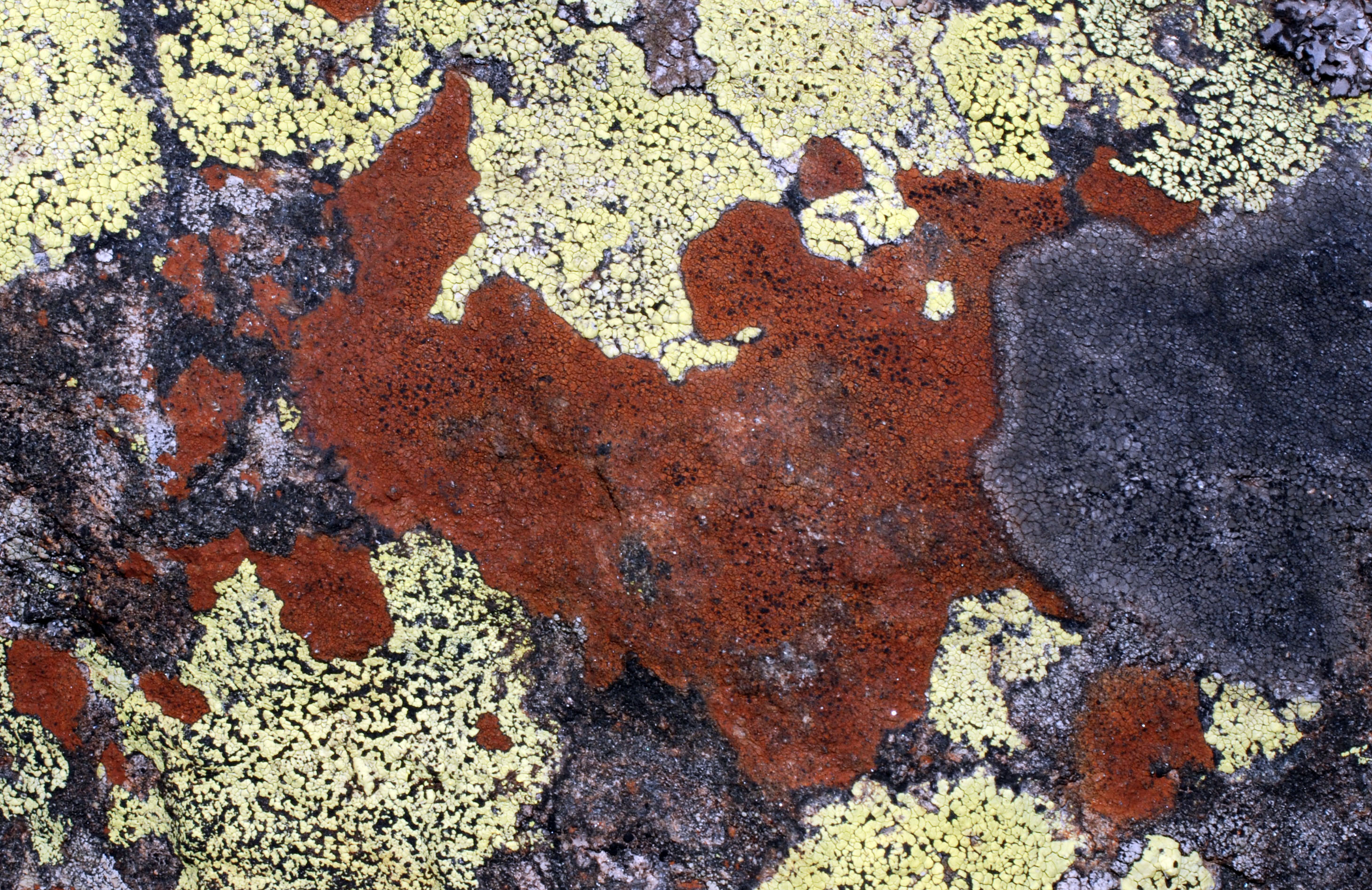

## Géneros
- Hymenelia Kremp. (1852) – 26 spp.
- Ionaspis Th.Fr. (1871) – 7 spp.
- Tremolecia M.Choisy (1953) – 6 spp.